# Гор, Артур
Артур Уильям Чарльз Гор (англ. Arthur William Charles Wentworth Gore; 2 января 1868, Линдхёрст, Хэмпшир — 1 декабря 1928, Кенсингтон, Лондон)  —  британский теннисист, трёхкратный победитель Уимблдонского турнира в одиночном и в парном разрядах, обладатель двух золотых медалей летних Олимпийских игр 1908.

## Карьера
Артур Гор родился в Линдхёрсте, в Хэмпшир. Впервые заявил о себе в 1899 году, когда ему удалось дойти до финала Уимблдонского турнира и навязать серьёзную борьбу  вероятно сильнейшему на тот момент теннисисту, действующему  чемпиону Реджинальду Дохерти. Гор в тот раз проиграл со счётом 2-3, хотя две первых партии остались за ним.
В 1900 году принимал участие в первом в истории розыгрыше Кубка Дэвиса, когда сборная Великобритании, в Бруклине, сражалась за трофей с командой США.  Гор уступил в  своем первом одиночном матче Малколму Уитмену и не смог доиграть ничего уже не решавший поединок против Дуайта Дэвиса.
В 1901 Артур Гор одержал первую победу на Уимблдоне. В финале он одолел Реджинальда Дохерти, который приехал на турнир для того, чтобы бороться за свой  пятый титул.
В следующем году  не смог подтвердить своё чемпионство и  проиграл в четырёх партиях младшему из двух братьев, Лоуренсу Дохерти.
В третий раз Гор дошёл до финала на Уимблдоне в 1907, после продолжительного перерыва, когда ему было уже 39 лет. В том же году он снова получил возможность выступить за сборную Великобритании в Кубке Дэвиса. Британцы играли в финале против Австралии, и Артур Гор снова  потерпел поражение в своем первом одиночном матче, против Нормана Брукса. Хотя он и выиграл парные соревнования вместе с Гербертом Барретом и свой второй одиночный матч против Энтони Вилдинга, но Британии так и не удалось получить Кубок.
В 1908 году Артур Гор не только выиграл свой второй титул на Уимблдонском турнире в одиночном разряде, одолев в финале Герберта Баррета, но и, с тем же Барретом, добрался до первого в карьере финала в парном разряде. Кроме того, он завоевал две золотых медали на летних Олимпийских играх в Лондоне — в мужском одиночном разряде и в паре с Барретом.
Несмотря на то, что ему был уже 41 год Артуру Гору удавалось сохранить  отличную спортивную форму и в 1909 году он выиграл Уимблдонский турнир в одиночном и в парном разрядах, став самым возрастным чемпионом в истории Уимблдона в мужском одиночном разряде (на момент проведения финала Гору был 41 год и 182 дня. Этот рекорд до сих пор никому не удалось превзойти).
Гор соревновался на высочайшем уровне ещё в течение нескольких лет и в очередной раз смог дойти до одиночного и парного финалов на Уимблдонском турнире в 1910 году.
В 1912 играл за сборную в Кубке Дэвиса, в полуфинальных матчах против Франции и, в том же году, в возрасте 44-х лет последний раз дошёл до финала на Уимблдоне.
Артур Гор умер в Лондоне, в 1928 году и в 2006 году его имя было внесено в списки Международного зала теннисной славы в Ньюпорте.

## Турниры Большого шлема

### Финалы турниров Большого шлема в одиночном разряде: 8 (3-5)

#### Победы (3)
| Год  | Турнир              | Соперник в Финале  | Счёт в финале           |
| 1901 | Уимблдонский турнир | Реджинальд Дохерти | 4-6, 7-5, 6-4, 6-4      |
| 1908 | Уимблдонский турнир | Герберт Баррет     | 6-3, 6-2, 4-6, 3-6, 6-4 |
| 1909 | Уимблдонский турнир | Джозия Ричи        | 6-8, 1-6, 6-2, 6-2, 6-2 |

#### Поражения (5)
| Год  | Турнир              | Соперник в Финале  | Счёт в финале           |
| 1899 | Уимблдонский турнир | Реджинальд Дохерти | 6-1, 6-4, 3-6, 3-6, 3-6 |
| 1902 | Уимблдонский турнир | Лоуренс Дохерти    | 4-6, 3-6, 6-3, 0-6      |
| 1907 | Уимблдонский турнир | Норман Брукс       | 4-6, 2-6, 2-6           |
| 1910 | Уимблдонский турнир | Энтони Вилдинг     | 4-6, 5-7, 6-4, 2-6      |
| 1912 | Уимблдонский турнир | Энтони Вилдинг     | 4-6, 4-6, 6-4, 4-6      |

### Финалы турниров в парном разряде: 3 (1-2)

#### Победы (1)
| Год  | Турнир              | Партнёр        | Соперники в Финале        | Счёт в финале |
| 1909 | Уимблдонский турнир | Герберт Баррет | Стэнли Доуст Гарри Паркер | 6-2, 6-1, 6-4 |

#### Поражения (2)
| Год  | Турнир              | Партнёр        | Соперники в Финале         | Счёт в финале      |
| 1908 | Уимблдонский турнир | Герберт Баррет | Джозия Ричи Энтони Вилдинг | 1-6, 2-6, 6-1, 7-9 |
| 1910 | Уимблдонский турнир | Герберт Баррет | Джозия Ричи Энтони Вилдинг | 1-6, 1-6, 2-6      |